# 聖安德魯斯灣

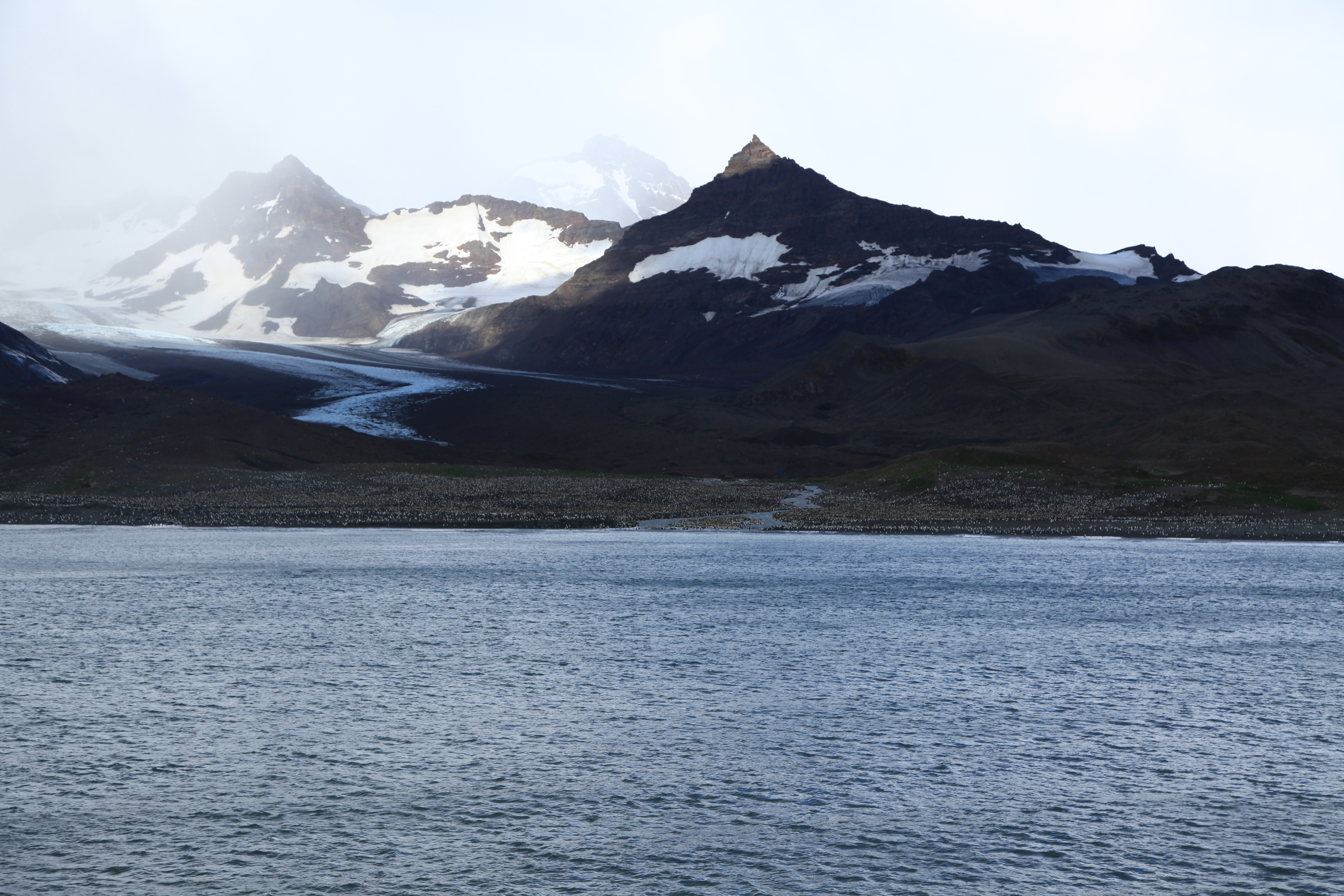

聖安德魯斯灣是南極洲的海灣，位於南喬治亞島北岸，處於斯基特勒山以南，寬3.2公里，在1775年由英國探險家詹姆斯·庫克率領的探險隊發現。

## 外部連結
- Image of Saint Andrews Bay

54°26′S 36°11′W / 54.433°S 36.183°W